# Kota Ogi
Kota Ogi (født 5. maj 1983) er en japansk fodboldspiller, som spiller for den japanske fodboldklub Vissel Kobe.